# Irina da Romênia
Irina da Romênia (Lausana, 28 de fevereiro de 1953) é a terceira filha do rei Miguel I da Romênia e da rainha consorte Ana de Bourbon-Parma, e portanto, membro da Casa da Romênia, ramo descedente da alemã Casa de Hohenzollern-Sigmaringen.
É ex-esposa do plebeu John Kreuger e atual esposa do também plebeu John Walker. Perdeu o título de Princesa da Romênia e seu lugar na linha de sucessão ao extinto trono romeno após sua prisão por briga de galos ilegal em Irrigon, Oregon, em 2013. Ela foi restaurada com seu estilo real original e título por sua irmã mais velha Margarida, Chefe da Casa Real da Romênia, em agosto de 2020. Tem dois filhos com o primeiro marido: Michael Kreuger e Angelica Kreuger.

## Títulos e honrarias

### Títulos
- 28 de fevereiro de 1953 - 30 de dezembro de 2007: Sua Alteza Real, a Princesa Irina da Romênia, Princesa de Hohenzollern-Sigmaringen
- 30 de dezembro de 2007 - 29 de outubro de 2014: Sua Alteza Real, a Princesa Irina da Romênia
- 29 de outubro de 2014 - 1 de agosto de 2020: Sra. Irina Walker
- 1 agosto de 2020 - presente: Sua Alteza Real, a Princesa Irina da Romênia